# Зубцегруды

Зубцегруды (лат. Denticollis) — род жуков-щелкунов из подсемейства Dendrometrinae.

## Распространение
На территории бывшего СССР распространены 16 видов.

## Описание
Щелкуны средних размеров. Тело стройное вытянутое, внешне напоминают мягкотелок. Глаза большие, выпуклые. Усики с третьего сегмента слабопиловиднве или сильнопиловидные, иногда почти гребенчатые. Переднеспинка маленькая, надкрылья шире её. Стерниты переднегруди имеют очень короткий прямой воротничок и узким, загнутым внутрь задним отростком. Швы переднегруди прямые. Бедренные покрышки задних тазиков узкие. Все сегменты лапок не имеют лопастинок, четвёртый сегмент иногда и третий сердцеобразные.

## Экология
Встретить их можно в лесах. Проволочники же развиваются в гнилой древесине, реже в лесной почве и подстилке. Проволочники являются хищниками и некрофагами.

## Список видов
Некоторые виды:
- Denticollis borealis (Paykull, 1800)
- Denticollis interpositus Roubal, 1941
- Denticollis linearis (Linnaeus, 1758) — Щелкун разлинованный
- Denticollis rubens (Piller & Mitterpacher, 1783)
- Denticollis varians (Germar, 1846) — Щелкун изменчивый